# شهرستان دیویس (ایندیانا)
شهرستان دیویس، ایندیانا (به انگلیسی: Daviess County, Indiana) شهرستانی در ایالات متحده آمریکا است که در ایندیانا واقع شده‌است.